# W49 (核彈頭)
W49是美國的一種熱核彈頭，搭載在PGM-17雷神導彈、SM-65擎天神飛彈、PGM-19朱庇特彈道導彈、泰坦1號運載火箭等彈道導彈系統上。W49核彈頭於1958年開始生產，服役至1965年，少數彈頭保留至1975年。
W49是Mark 28 Y1作導彈之用的修改版。

## 初期Mod 0彈頭的研發
研發供PGM-17雷神導彈、SM-65擎天神飛彈、PGM-19朱庇特彈道導彈、泰坦1號運載火箭用的彈頭在1956年中期開始。因此研發XW-35和XW-35-X1彈頭，X1因其較高的爆炸當量，改進過的X1進入服役的時間較XW-35遲約1年。但是，那些導彈的研發也延遲了，現在，對於導彈的研發者來說，XW-35-X1的計劃入役時間明顯與導彈(PGM-19朱庇特彈道導彈除外)的一樣，這導致XW-35的取消和決定安裝XW-28至PGM-19朱庇特彈道導彈，作為XW-35-X1入役前的過渡彈頭。
1957年12月，XW-35-X1的入庫日期延後，導致SM-65擎天神飛彈、泰坦1號運載火箭、PGM-17雷神導彈也要決定安裝現在被稱為XW49的過渡彈頭。XW49是一個Mark 28Y1彈頭，它通過移除內部電源來進行改裝而來，電源將會由外部適配套件提供。人們認為這彈頭將會在1958年投入服務。該設計為密封並經過加壓，並且不允許在現場更換組件。該彈頭只需定期進行電力和加壓測試。
Mark 49 Y1 Mod 0彈頭設計在1958年3月發布，於1958年9月入庫。因為一些機密原因，WX-35-X1在當年的6月或7月被取消。
Mark 49 Y1 Mod 0的直徑為20英寸(510 mm)，長54.2英寸(1,380 mm)。它只需每30日定期進行加壓，並在裝入可重返大氣層載具後進行電力測試。它是第一個使用旋轉式斬波器 逆變器/變流器，將供應給武器的28伏直流電，轉換成供X元件的電容器組使用的2200伏直流電。該彈頭有空爆和接觸爆炸等兩個引信選項，增強氣體系統安裝在加壓組件內。
Mark 49 Y2 Mod 0彈頭設計在1959年7月發布。

## Mod 1，2和3彈頭
Mark 49 Mod 1和Mod 0的唯一差別是Mod 1集成了慣性環境傳感裝置，這可避免它在偵測到處於重返狀態前進行裝配。這安全上的修改是因為人們擔心彈頭因電力或程序上故障和錯誤而引致的意外引爆，以及蓄意破壞的風險。這安全修改請求在1958年10月被批准。這安全上的修改要求傳感裝置在戰鬥中，盡可能較遲才啟動，以及將它放置在彈頭中，使得接觸該設備既困難又耗時，以防止被人蓄意破壞。Y1和Y2的彈頭設計在1959年6月公佈，Mod 0彈頭的改裝在1959年10月展開。
Mark 49 Mod 2在研發途中取消。W49-0至W49-2是內部引爆式武器，但那時決定了將來的彈頭將採用外部引爆。Mod 2被Mod 4所取代。
1959年11月，通過需要保留反應堆產物的決定。內部引爆，使用調製中子引爆器(英語：Modulated neutron initiator)，它需要釙-210，釙-210是一種強烈放射性元素。釙-210的半衰期僅為138.376日，因此，釙-210引爆器需要定期更換，以及穩定的反應堆生產的釙-210。另外一種方案是外部引爆，它使用包含氘氚混合物的脈衝中子產生器(英語: pulsed neutron generator)。該設備是一個小型粒子加速器，當它通電啟動時，融合氘氚離子，產生中子。
1960年3月，通過改裝Mark 49 Mod 1彈頭，生產Mark 49 Mod 3彈頭。1960年6月，開始生產新的Mark 49 Mod 3彈頭。

## Mod 4，5和6彈頭
為了在PGM-19朱庇特彈道導彈上使用，它最初的設想是在重返期間，導彈的重返大氣層載具使用消融來冷卻，而不是用於PGM-17雷神導彈，SM-65擎天神飛彈，泰坦1號運載火箭上的，具有散熱器的重返大氣層載具。但到1985年底，決定所有導彈將會安裝消融式重返大氣層載具。這使Mark 49 Mod 0需要重新設計，是為XW-49-X1。至1960年4月該彈頭投入生產時，它還採用了Mod 1彈頭的點火裝置。
Mark 49 Mod 4只有Y2的爆炸當量選項，它較原版彈頭長2.1英寸(53 mm)，重1,640磅(740 kg)和1,732磅(786 kg)，分別是不包含和包含消融材料的重量。生產在1960年10月完成。
1962年4月，它被要求加裝啟動連接裝置(英語: Permissive Device Link)至PGM-19朱庇特彈道導彈，以防止未經准許的引爆。該修改型號在1962年9月發佈，通過改裝Mod 3彈頭來生產Mod 5彈頭。該設計包括更換慣性開關包以及新型兩件式彈頭壓力罩，這使彈頭重量增加12磅(5.4 kg)。
1963年12月，要求對Mark 49彈頭進行最後一次改裝。這次改裝包含加裝自爆功能至大量的Mark 49 Y2 Mod 3彈頭以製作Mark 49 Mod 6彈頭。這些武器應用於計劃437中，它是基於PGM-17雷神導彈的反衛星武器。

## 爆炸當量
最初的W49 Y1是源自B28 Y1炸彈，B28 Y1的爆炸當量為110萬噸(4.6 PJ)。其他資料來源指是145萬噸(6.1 PJ)，這當量與B28 Y5相同。這可能W49 Y2的當量。

## 外部連結
- Allbombs.html list of all US nuclear weapons at nuclearweaponarchive.org